# Sarāb-e Sheleh
Sarāb-e Sheleh är en ort i Iran.   Den ligger i provinsen Kermanshah, i den nordvästra delen av landet, 400 km väster om huvudstaden Teheran. Sarāb-e Sheleh ligger 1 308 meter över havet och antalet invånare är 202.
Terrängen runt Sarāb-e Sheleh är huvudsakligen kuperad, men åt sydost är den platt. Runt Sarāb-e Sheleh är det ganska tätbefolkat, med 185 invånare per kvadratkilometer. Närmaste större samhälle är Varmenjeh, 11,0 km öster om Sarāb-e Sheleh. Omgivningarna runt Sarāb-e Sheleh är i huvudsak ett öppet busklandskap.